# کنت نوردوت
 کنت نوردوت (انگلیسی: Kenneth Nordtvedt؛ زاده ۱۹۳۹) یک فیزیک‌دان اهل ایالات متحده آمریکا است.